# بورشود-آبااوی-زمپلن
بورشود-آبااوی-زِمپْلِن (به مجاری:  Borsod-Abaúj-Zemplén megye) یکی از استان‌های شمال شرقی مجارستان است که ۷٬۲۴۹٫۶۷ کیلومترمربع مساحت و ۶۸۶٬۲۶۶ نفر جمعیت دارد. این استان با اسلواکی در شمال، استان‌های سابولچ-ساتمار-برگ و هایدو-بیهار در جنوب شرقی، هِوِش در جنوب غربی و برای مسافتی کوتاه با نوگراد در غرب و یاس-نادی‌کون-سولنوک در جنوب هم‌مرز است.
مرکز این استان شهر میشکولتس و دومین شهر بزرگ آن، اُزد است. ۲۵ شهر دیگر در این استان وجود دارند که از بین آنها احتمالاً شهر شراب توکای در خارج از مجارستان شناخته‌شده‌تر است.

## تاریخچه
نام سه‌گانه این استان نشان می‌دهد که بورشود-آبااوی-زمپلن ترکیبی از چندین استان قدیمی است. این استان از ادغام بورشود-گومور-کیش‌هونت، آبااوی-تورنا و زمپلن تشکیل شده‌است که بورشود-گومور-کیش‌هونت خود نیز حاصل ادغام دو استان بود. پس از پیمان تریانون در سال ۱۹۲۰، ۹۲٫۵٪ از گومور-کیش‌هونت، ۷۲٪ از زمپلن و ۴۸٪ از آبااوی-تورنا به جمهوری جدید چکسلواکی واگذار شد. بورشود و بخش کوچکی از گومور-کیش‌هونت بلافاصله ادغام و در سال ۱۹۵۰ بقیه زمپلن و آبااوی-تورنا به آنها اضافه شدند. تا آن سال، مرکز استان زمپلن شهر شاتورایااوی‌هی و مرکز استان آبااوی-تورنا شهر سیکسو بود؛ از سال ۱۹۲۰ مرکز استان سابق کاشّا، شهر کاشا (اکنون کوشیتسه در اسلواکی) به چکسلواکی تعلق گرفت.

## مردم
جمعیت استان بورشود-آبااوی-زمپلن در سال ۱۹۸۰ به اوج خود رسید. از آن زمان تعداد ساکنان رو به کاهش بوده‌است.
حدود ۸۴٪ از جمعیت را مجارهای قومی تشکیل می‌دهند. بزرگ‌ترین اقلیت را روما/کولی‌ها با ۵۸٫۲۴۶ نفر یا بیش از ۸٪ از کل جمعیت تشکیل می‌دهند.
در سال ۱۹۳۰، استان بورشود-آبااوی-زمپلن اکثریت کاتولیک (۵۹٪) و اقلیت قابل توجهی کالوینیستی (۳۳٪) داشت. حدود ۶٪ از پیروان یهودیت بودند.
طبق سرشماری سال ۲۰۱۱، ۶۲٪ از جمعیت مسیحی، اکثراً کاتولیک (۴۱٪) و عمدتاً اعضای کلیسای کاتولیک رومی (۳۶٪) و همچنین کلیسای کاتولیک یونانی (۵٪) هستند. سهم اقلیت کالوینیستی به ۲۰٪ از جمعیت کاهش یافته‌است. با افزایش سکولاریسم، حدود ۳۷٪ از جمعیت هیچ اعتقاد مذهبی ندارند. جامعه یهودی بورشود-آبااوی-زمپلن تقریباً ناپدید شده‌است.

## نگارخانه

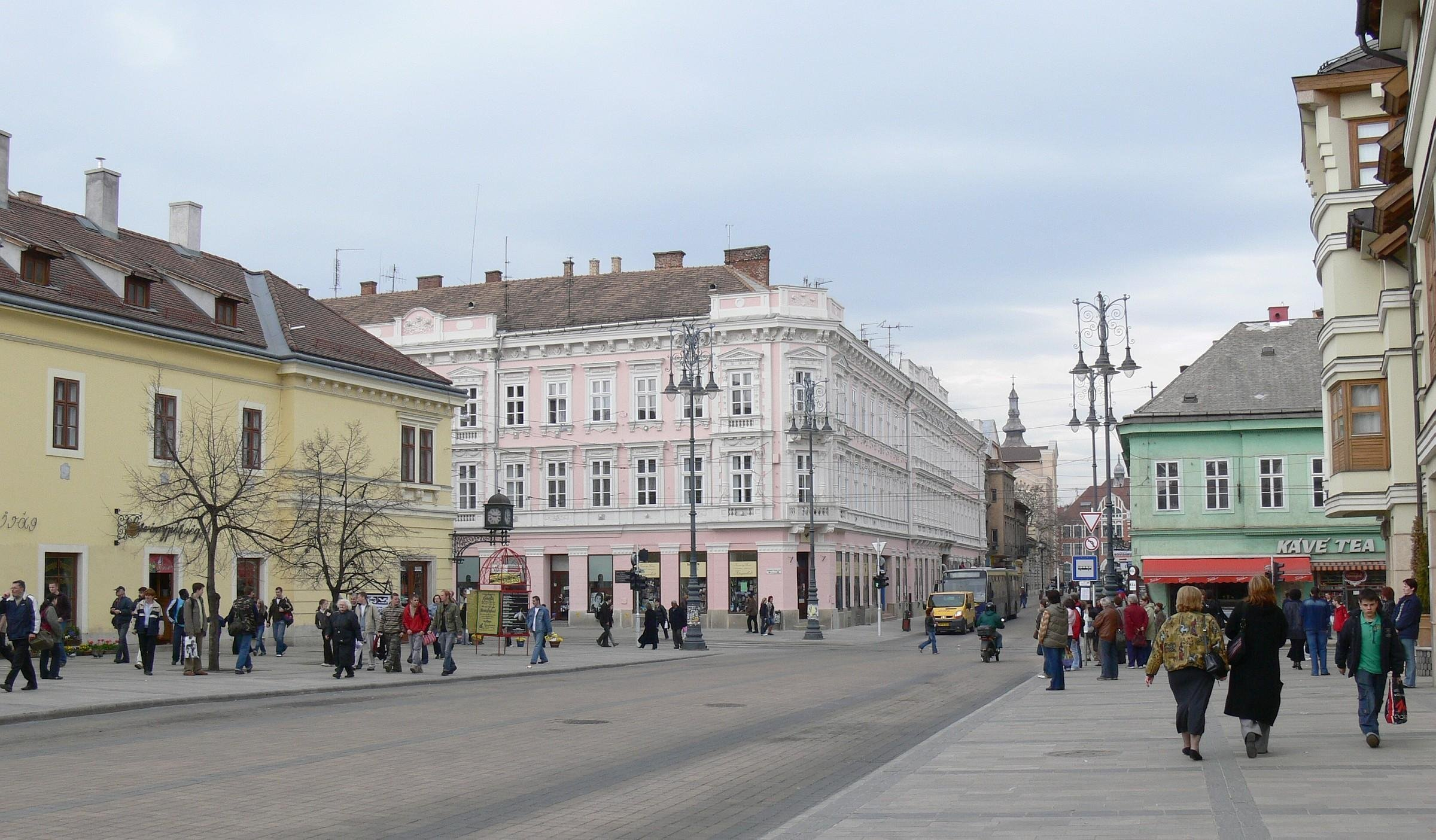
میشکولتس
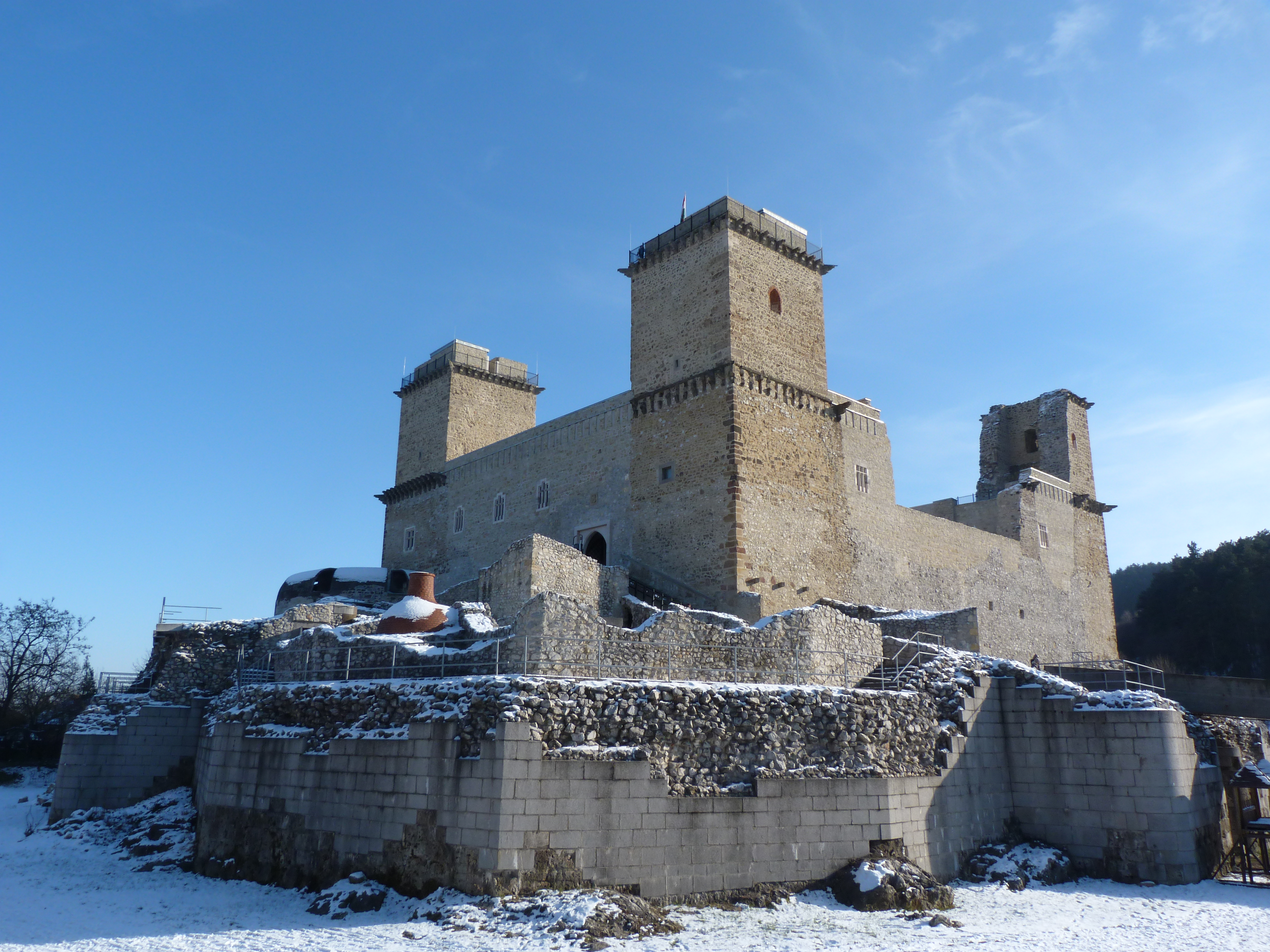
قلعه دْیوش‌دْیور
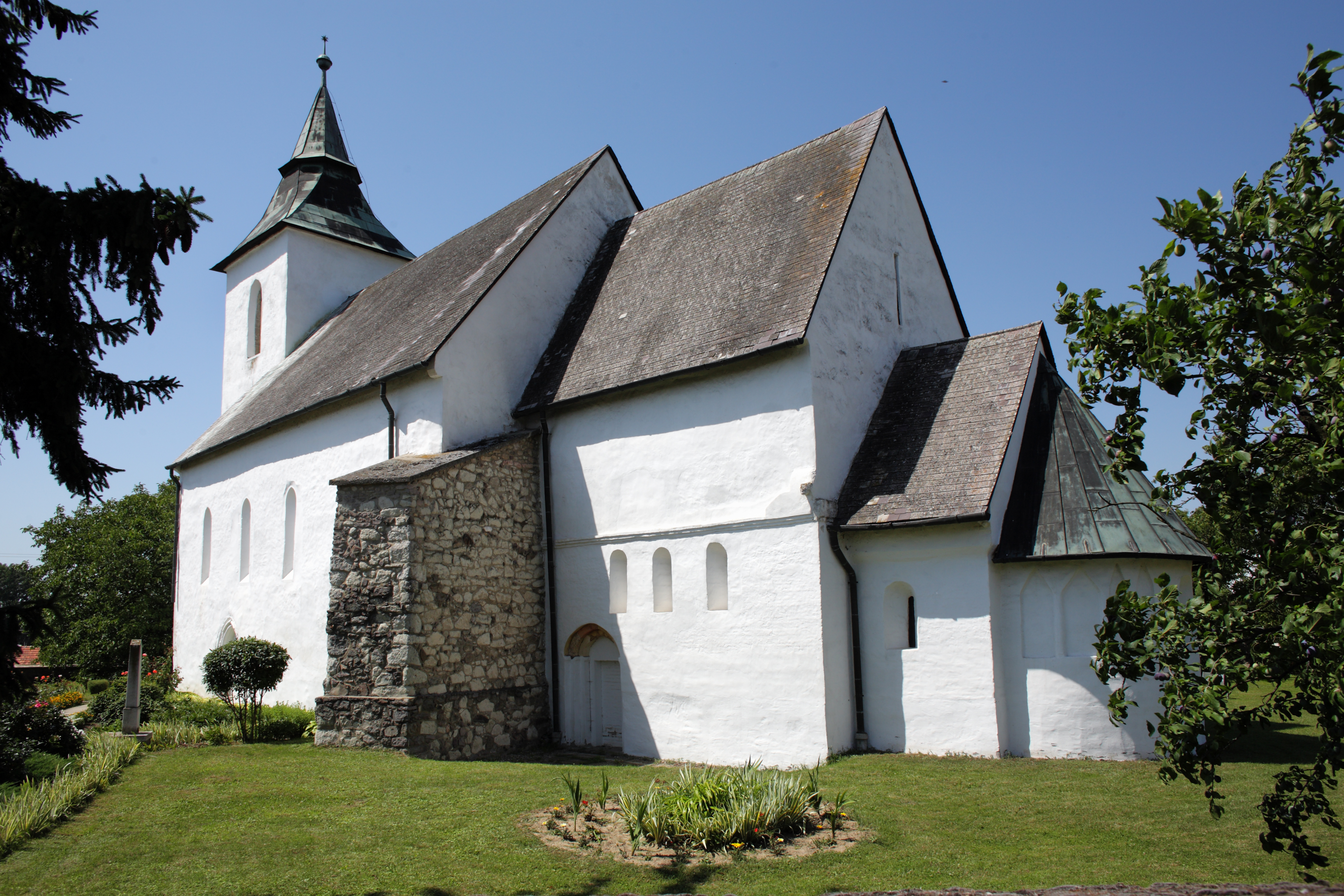
کلیسای ویژوی
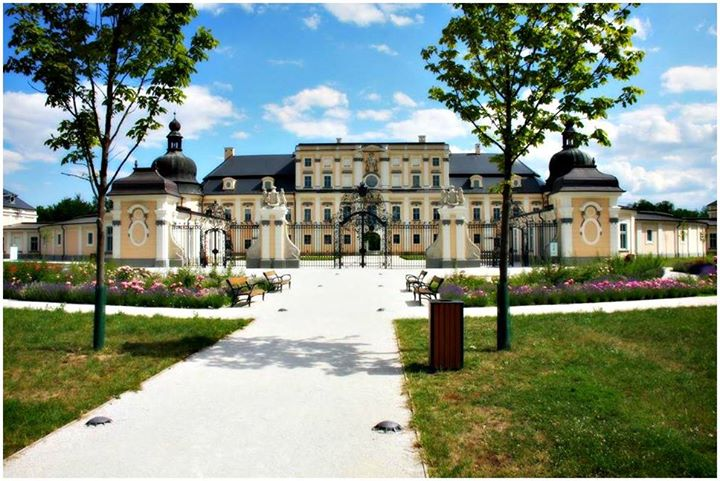
قصری در ادلنی
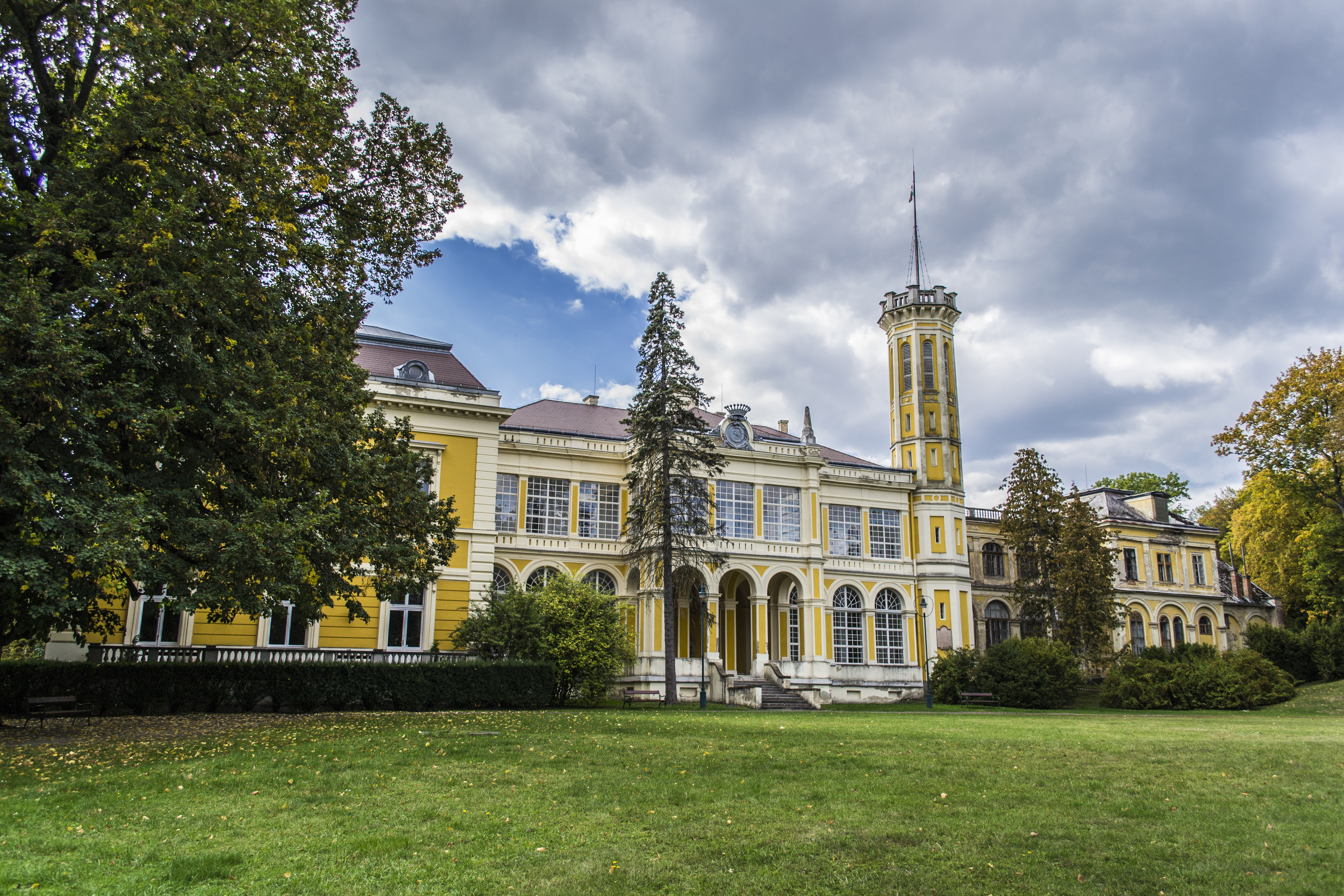
عمارت کارویی در روستای «فوزِررادوانْی»
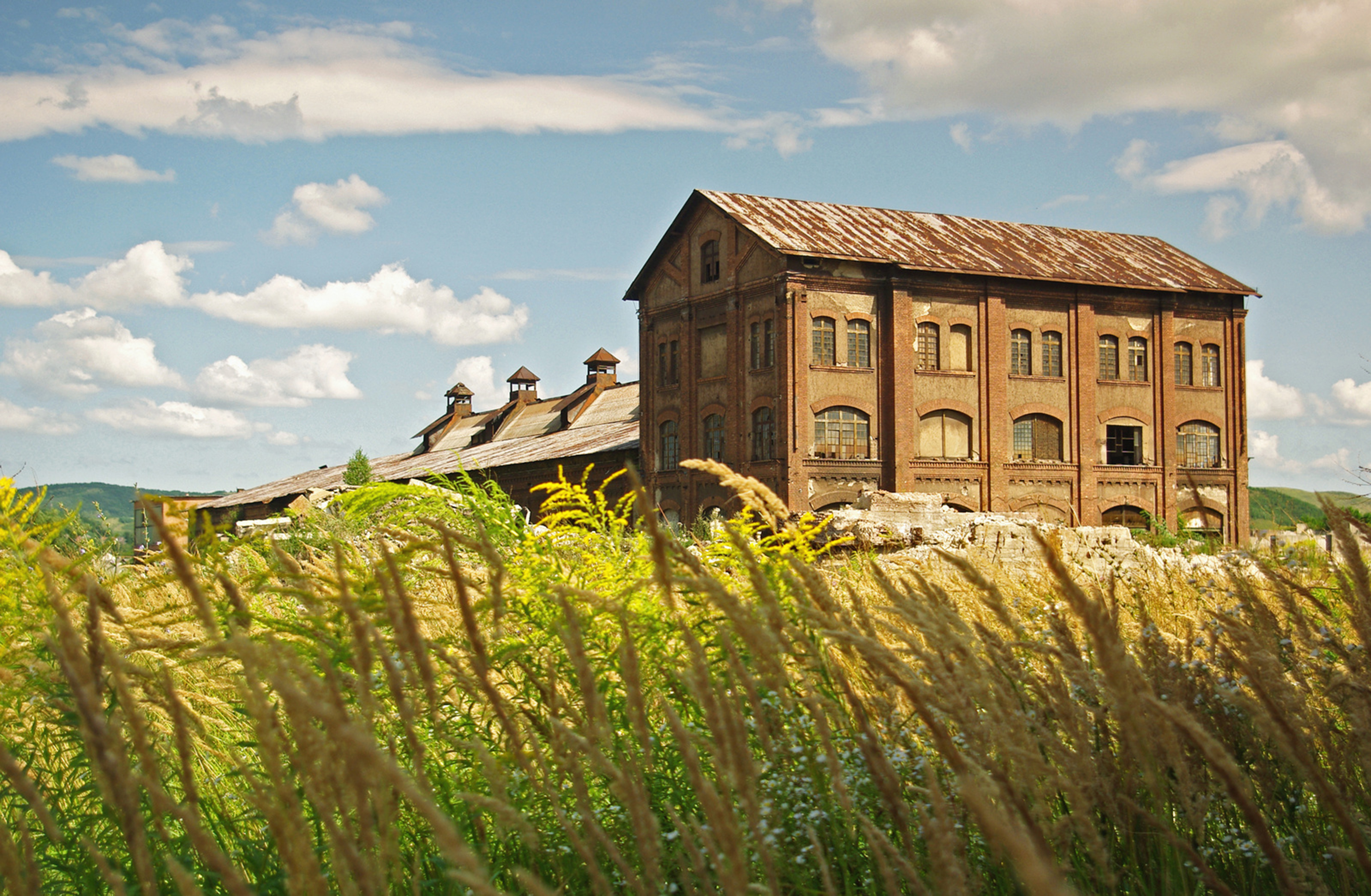
کارخانه قدیمی اُزد